# 安藤久史
安藤久史は、昭和17年(1942)5月11日生まれ。日本の大型模型店創業者。
岐阜県立岐阜商業高校を卒業後、家業の自転車店を継ぐも、1975年タム・タムを岐阜市に開業。現在は名誉相談役。日本海軍艦艇模型保存会会員で、全国で数少ない大型模型製作者の一人。模型製作法の一つスクラッチビルド。

## 製作済み艦船展示場所
超絶巧妙「軍艦ミュージアム」
(広島アルパーク店東館4階)
市販されているプラモデル ではなく、 プラスチック板·発泡ウレタン·パ テなどで 「0」から作成された、 フルスクラッ チ模型の軍艦14隻が集結。
大和ミュージアム